# Voivoda

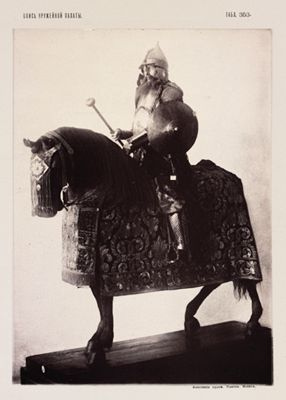
Armatura di voivoda moscovita del XVII secolo, fotografia del XIX secolo.

Voivòda (in serbo војводa?, Vojvoda, in bulgaro войвода?, in ucraino воєвода?, in russo воевода?, in polacco wojewoda, in romeno voievod, in albanese vojvodë) è un termine di origine slava che designa in origine il comandante di un'unità militare.

## Storia
Usato sin dall'età medievale, il titolo veniva attribuito ai governatori o ai capi dei territori in Polonia, Russia, Serbia, Moldavia, Bulgaria, Romania e Albania; in molti casi,in questi paesi il titolo era anche proprio del principe ereditario. Quello di voivòda era anche il grado militare più elevato tra i serbi dell'ex-Jugoslavia. Durante la seconda guerra mondiale, inoltre, i capi della resistenza cetnica avevano il titolo di Vojvòda cètnico (in serbo Војвода четнички / Vojvoda četnički).

## Influenze
Il territorio sul quale governa un voivoda si chiama voivodato. In Polonia, il voivodato polacco corrisponde alla principale divisione amministrativa. Deriva da voivoda pure la provincia autonoma serba di Voivodina, situata a nord della Serbia.